# Ixora rosacea
Ixora rosacea är en måreväxtart som beskrevs av Perr.. Ixora rosacea ingår i släktet Ixora och familjen måreväxter. Inga underarter finns listade i Catalogue of Life.